# 14-й саміт BRICS
14-й саміт БРІКС — щорічний саміт БРІКС, з міжнародних відносин, у якій беруть участь голови п’яти держав-членів Бразилії, Росії, Індії, Китаю та Південної Африки. Це був третій раз, коли Китай приймав саміт БРІКС попередні рази були 2011 і 2017 років. Саміт відбувався в режимі відеоконференції.

## розширення БРІКС
На додаток до інших країн, які висловили зацікавленість у приєднанні до БРІКС, були такі країни, як Аргентина та Іран, які раніше подавали заявку на членство, Саудівська Аравія, Туреччина та Єгипет висловили зацікавленість у приєднанні під час саміту.

## Учасники

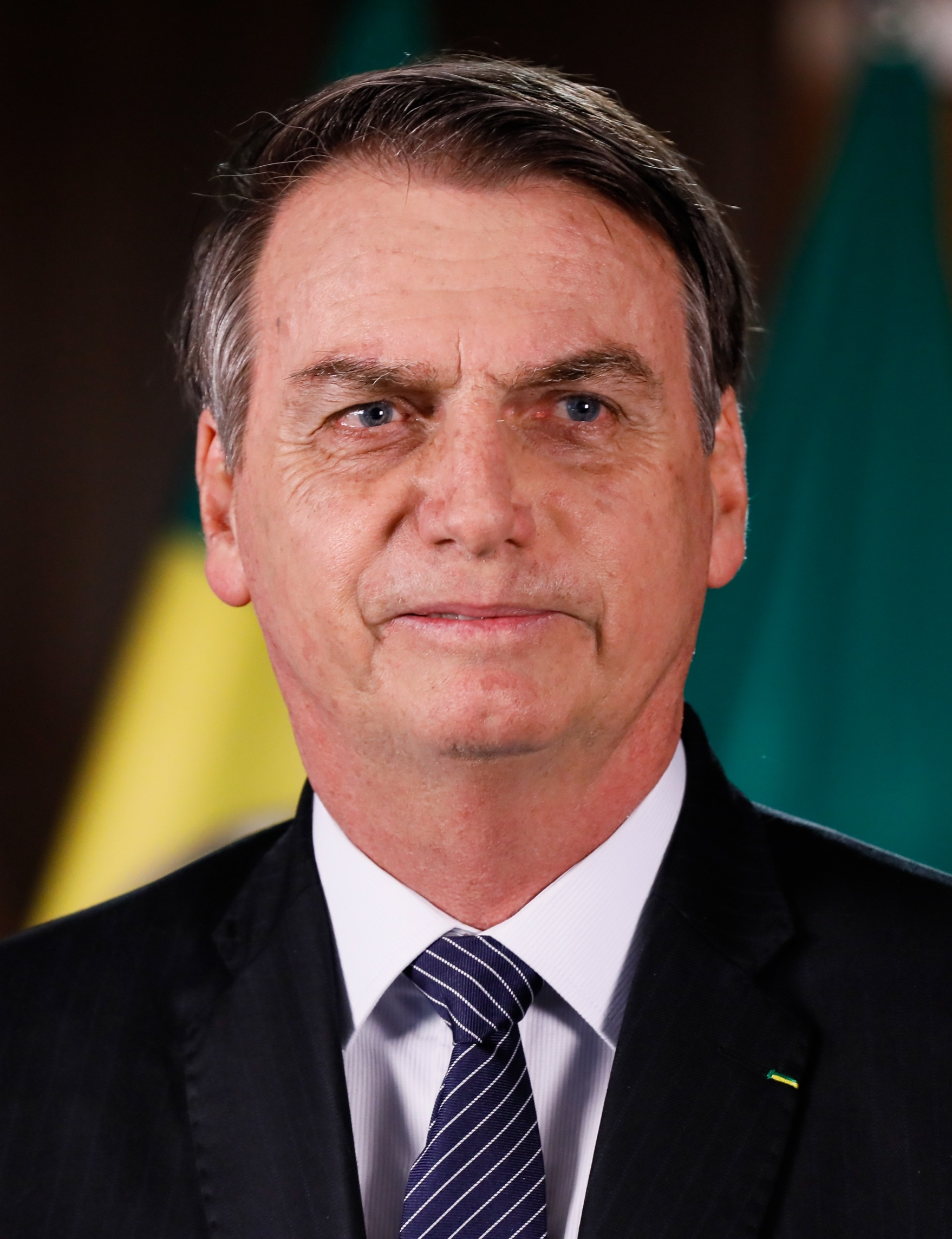
BRA Жаїр Болсонару, Президент
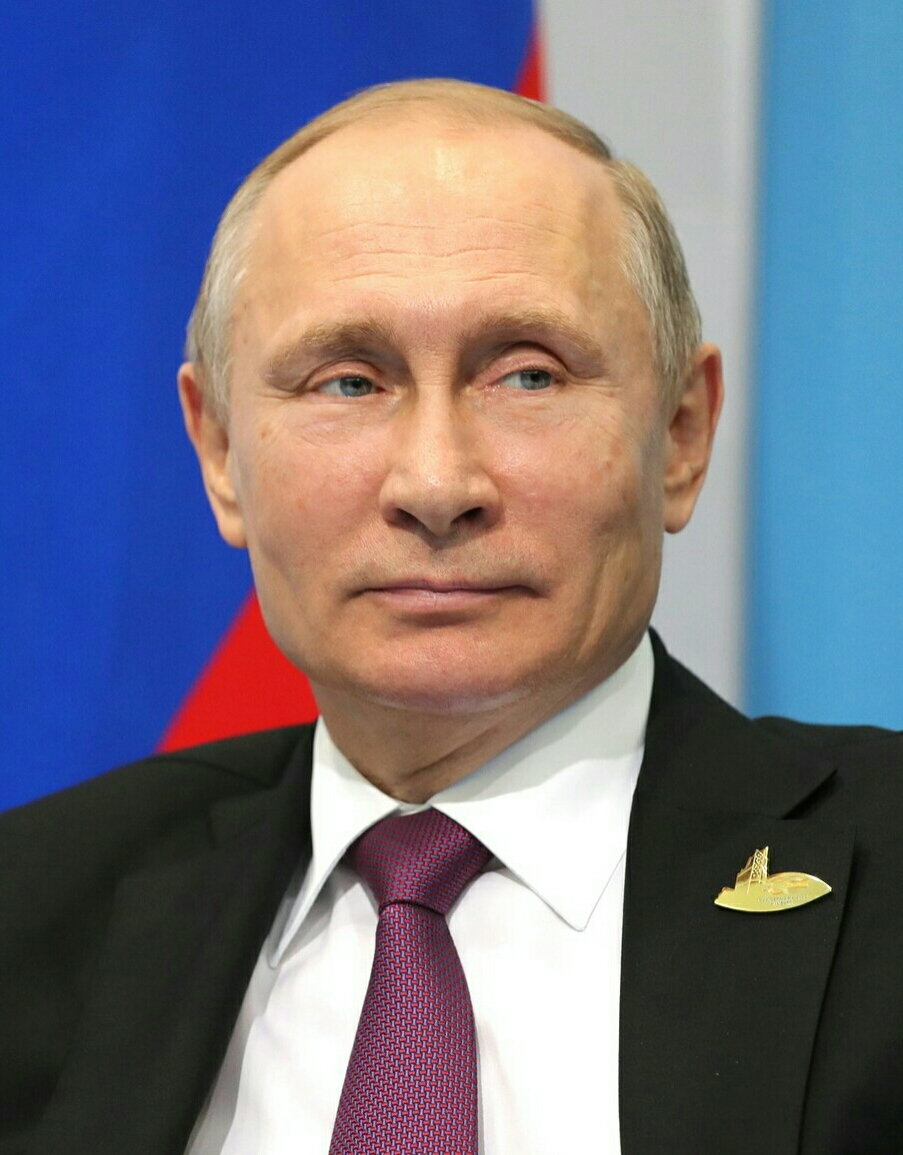
RUS Володимир Путін, Президент
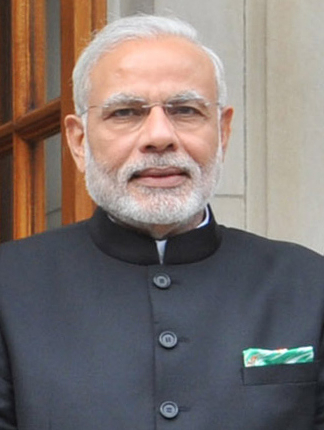
IND Нарендра Моді, Прем'єр-міністр
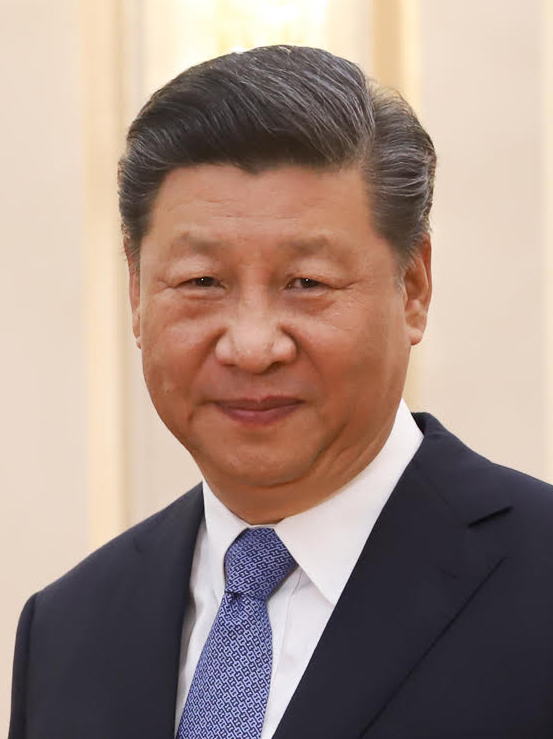
CHN Сі Цзіньпін, президент (Ведучий)
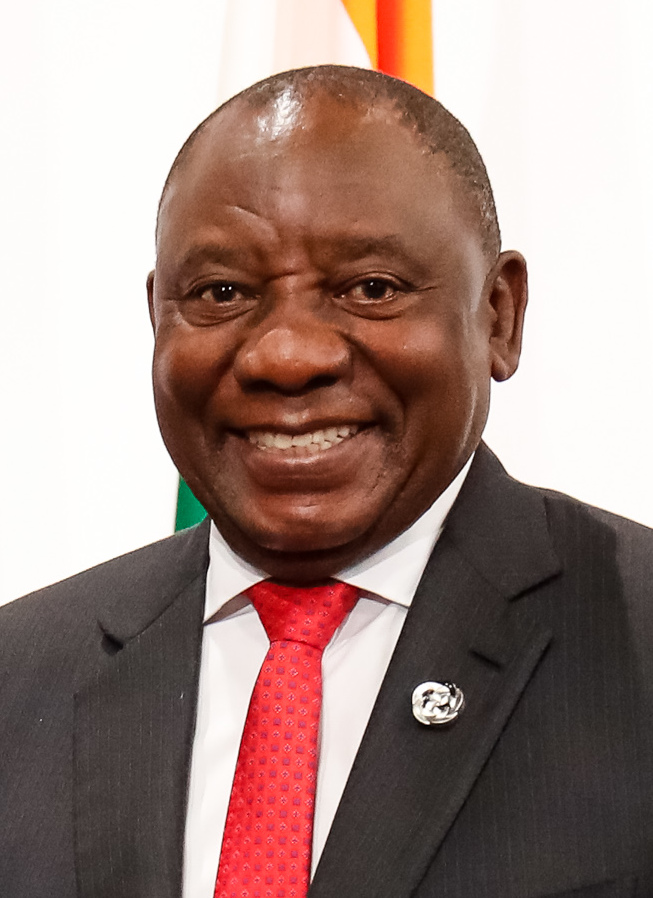
SAF Сиріл Рамафоса, Президент

- Бразилія
Жаїр Болсонару, Президент
- Росія
Володимир Путін, Президент
- Індія
Нарендра Моді, Прем'єр-міністр
- КНР
Сі Цзіньпін, президент (Ведучий)
- ПАР
Сиріл Рамафоса, Президент

## Резервна валюта
Важливою подією на саміті стало створення нової резервної валюти. Валюта, яка кидає виклик долару США, поєднує в собі валюти БРІКС і забезпечена дорогоцінними металами.